# Curva epidemiologica

Curva epidemiologica su base settimanale dei vari paesi coinvolti nell'epidemia di Ebola del 2014.

Con curva epidemiologica, anche nota come curva epidemica o curva dei contagi, si intende un grafico statistico utilizzato in epidemiologia per visualizzare l'insorgenza di un'epidemia. Può aiutare nell'identificazione della modalità di trasmissione delle malattie. È utile anche per visualizzare l'entità di una data malattia, i suoi valori anomali, il suo andamento nel tempo e il suo periodo di incubazione. Può servire a far capire a coloro che studiano lo sviluppo di un data epidemia se è probabile che un focolaio abbia origine da una fonte puntiforme (come ad esempio un impiegato nel settore alimentare),  da una fonte comune continuata (con contagi continuati nel tempo) o da una fonte propagata (che viene trasmessa principalmente tra le persone).
Le curve epidemiologiche mostrano la frequenza di nuovi casi rispetto alla data di insorgenza della malattia.

## Esempi

### COVID-19
La prima descrizione delle curve epidemiologiche dell'epidemia di coronavirus 2019 (COVID-19) ha mostrato il modello di "epidemia mista". Secondo gli investigatori, a dicembre 2019 si è venuto a creare un focolaio da fonte comune continuata al mercato umido dei frutti di mare di Wuhan, potenzialmente dovuto a diversi eventi zoonotici. Successivamente hanno scoperto che l'epidemia probabilmente è diventata una fonte propagata, il che significa che il virus è stato in grado di essere trasmesso da persona a persona.
A seguito della esponenziale diffusione del virus al di fuori della Cina, diversi governi nazionali hanno seguito il modello cinese istituendo misure di quarantena e di distanziamento sociale.
L'obiettivo di tali misure è quello di "appiattire" la curva epidemiologica, dilazionando il numero di contagi su un periodo di tempo più ampio. Ciò permetterebbe di evitare un collasso dei sistemi sanitari nazionali, dando inoltre più tempo ai ricercatori per trovare un vaccino funzionante.